# Pépinière Latour-Marliac

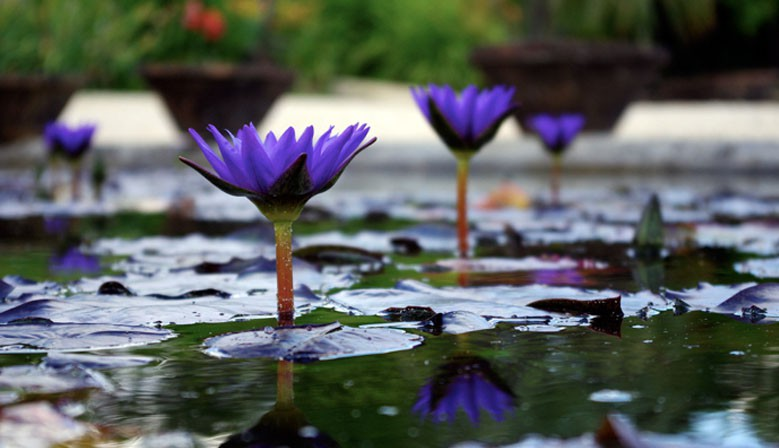
Des nénuphars tropicaux dans les bassins du jardin.

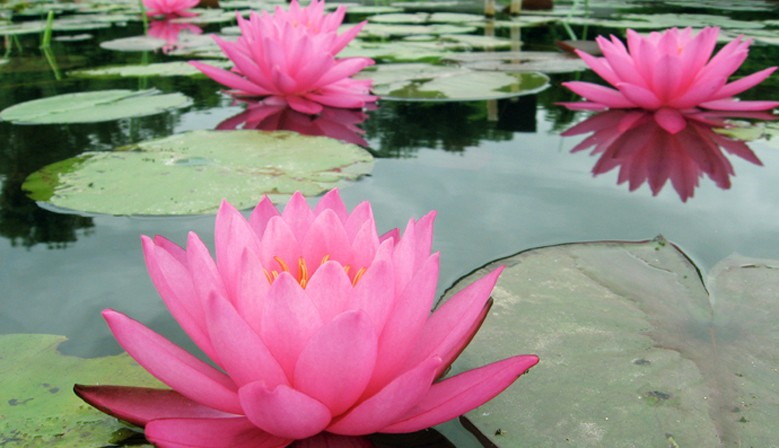
Une autre variété de nénuphars à Latour-Marliac.

Latour-Marliac est un jardin de 2,5 hectares situé au cœur du village du Temple-sur-Lot.
En 1850, il existait déjà. Sa principale activité à cette époque était la vente de bambous et Mr Latour-Marliac a introduit 4 variétés en Europe.
C’est seulement en 1875 que M. Bory Latour-Marliac décide d’y commercialiser des nénuphars et des plantes aquatiques.
Géré par les descendants jusqu'en 1991, l’établissement est ensuite racheté par un couple d’anglais : M et Mme Davies qui ouvrent cet endroit aux visites touristiques tout en conservant l’activité première de vente de plantes. Mais les propriétaires anglais se voient rapidement dans l’obligation de revendre la pépinière en redressement. C’est donc un américain, M. Robert Sheldon, qui rachète l’entreprise en 2007 et qui est toujours l’heureux propriétaire du jardin. À ce jour, la pépinière propose encore ses deux activités principales : la vente de plantes aquatiques, nénuphars et lotus ; et la visite du parc. Latour-Marliac compte également à son activité une boutique de souvenirs, un musée et un restaurant.

## Joseph Bory Latour-Marliac

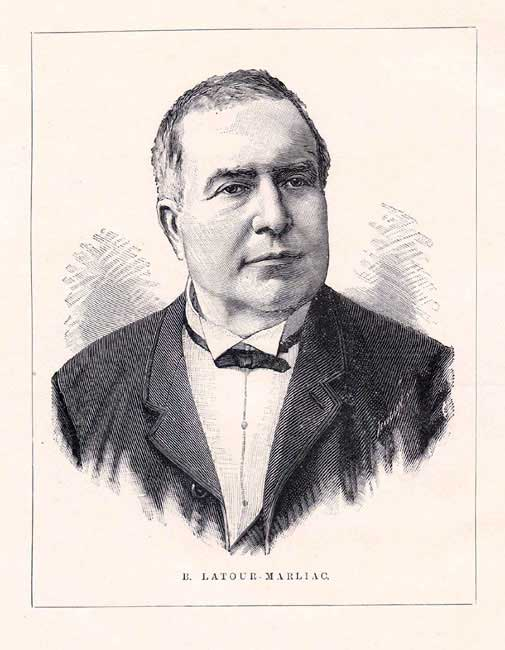
.

Il est né en 1830 à Granges-sur-Lot (à 8 km de Latour-Marliac). Son père était naturaliste et horticulteur. En 1848, Bory LM a 18 ans et part vivre à Paris pour des études de Droit. Mais il se rend compte que cet univers ne lui plaît pas. La révolution faisant rage, il décide de revenir à Granges s/Lot pour aider son père à entretenir ses terres, d’autant plus qu’il vient de perdre son épouse. Pendant près de sa mort
2 ans, LM reste aux côtés de son père pour l’épauler, avant de prendre son envol et poursuivre dans la vie active seul. C’est alors qu’il fait l’acquisition d’une pépinière qu’il baptise 'Latour-Marliac'. Son objectif premier est de créer la plus grande collection de bambous d’Europe. Il parvient à introduire des nouvelles variétés (dont 4 existent encore aujourd’hui) et à les cultiver.
Mais la culture de bambous étant très répandue à cette époque, il se tourne très vite vers un nouveau projet : celui d’hybrider les nénuphars rustiques. La difficulté est qu’il n’existait à ce jour qu’une variété de nénuphar rustique (un nénuphar blanc nommé « Nymphaea Alba »). Il croise alors cette espèce avec des tropicaux et subtropicaux. Ainsi, en 1889, il dispose de 19 variétés de nénuphars rustiques dans 5 gammes de couleurs.
Au cours de cette même année, il décide d’exposer son œuvre au grand public lors de l’Exposition Universelle de Paris et gagne le 1er prix de sa catégorie. C'est à partir de moment que son activité de pépiniériste va débuter, et il va alors devenir le 1er fournisseur de nénuphars rustiques colorés au monde.

## JB Latour-Marliac et Claude Monet

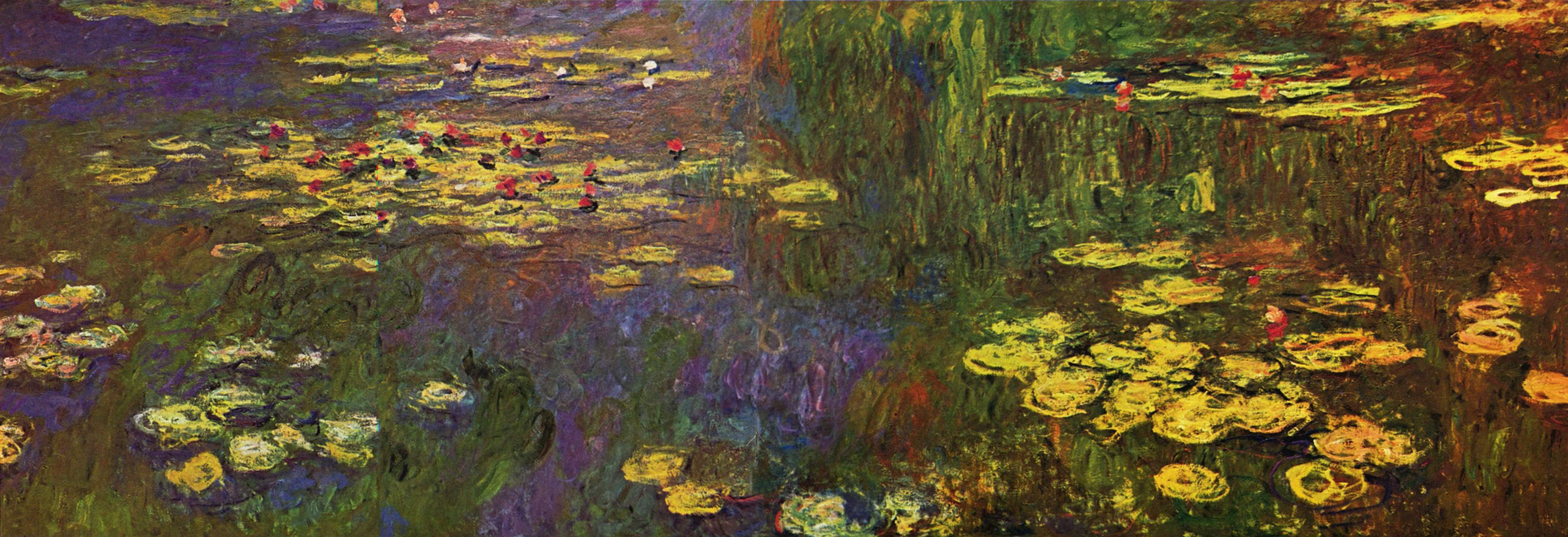
Claude Monet Les Nymphéas.

C'est à l'occasion de l'Exposition Universelle de 1889 qu'il conquiert le cœur du célèbre peintre Claude Monet, présent parmi les spectateurs de l’exposition. Il était à l’époque locataire de la propriété de Giverny. A la vue des nénuphars, il tombe sous le charme et décide d’acheter Giverny afin d’y construire un jardin d’eau et d'y planter les créations de Latour-Marliac. En effet, il voulait être le premier à peindre ces fleurs rares et nouvelles. Il effectue donc par la suite, plusieurs commandes à LM (1894-1904-1908).
Plus de 300 toiles ont été recensées sur la thématique de ses nénuphars, dont une des plus connues : la série « les Nymphéas » exposée au Musée de l’Orangerie à Paris.

## Le jardin de nos jours
Son activité première reste la préservation de la collection nationale, la commercialisation de nénuphars rustiques et tropicaux, lotus ainsi que d’autres plantes aquatiques.
Il est possible de visiter le parc individuellement ou en groupe (15/04-15/10)
Un restaurant est ouvert de mai à septembre.
Un petit musée est aménagé sur place, dans un ancien four à prunes, afin de mettre en avant l’aspect historique de ce dernier ainsi que quelques objets ayant appartenu à Mr Latour-Marliac, et des reproductions des toiles de Claude Monet.

## Un Jardin remarquable
Le jardin est classé Jardin remarquable depuis 2004.
Les critères d’attribution du label sont les suivants :
- Jardin ouvert au public (minimum 50 jours par an)
- Il suscite un intérêt culturel, esthétique, historique et botanique
- Son but n’est pas essentiellement commercial

L'ensemble des bassins et de son réseau hydraulique ainsi que les façades et toitures de la « villa Edgar », de la grange et du four à pruneaux sont inscrits aux Monument historique (France) par arrêté du 8 août 2023.